# Kościół Niepokalanego Poczęcia Najświętszej Marii Panny i św. Mikołaja w Łopatynie

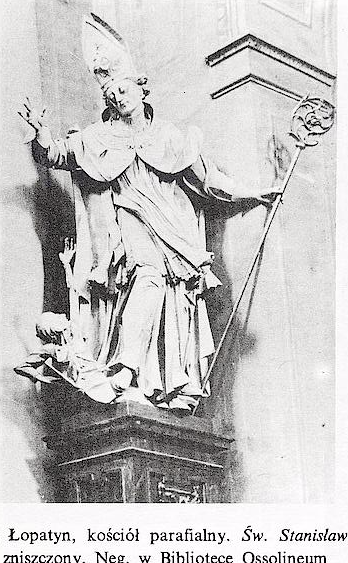
Rzeźba św. Stanisława

Kościół Niepokalanego Poczęcia Najświętszej Marii Panny i św. Mikołaja w Łopatynie – zabytkowy, barokowo-rokokowy kościół rzymskokatolicki wybudowany w latach 1766–1772 z inicjatywy księdza proboszcza Szczepana Mikulskiego z fundacji ówczesnych właścicieli Łopatyna – Adama i Salomei Chołoniewskich.

## Historia
Pierwszą świątynię pod wezwaniem Niepokalanego Poczęcia Najświętszej Marii Panny i św. Mikołaja wybudowano w Łopatynie w 1413 roku. Nowy murowany kościół w stylu barokowo-rokokowym powstał w 1772, a konsekrowano go w 1828. Inicjatorem budowy był ksiądz proboszcz Szczepan Mikulski, a jej fundatorami – ówcześni właściciele Łopatyna – Adam i Salomea Chołoniewscy. Kościół wybudowany na planie krzyża łacińskiego według wzoru m.in. świątyni w Hodowicy koło Lwowa. Na zewnątrz świątyni w ogrodzie przed plebanią ustawiono pochodzącą co najmniej z XV wieku figurę kamienną naturalnej wielkości przedstawiającą Najświętszą Maryję Pannę Niepokalanie Poczętą, która znajdowała się wcześniej w ołtarzu głównym, starego kościoła.
Około 1782 ściany i sklepienie kościoła pokrył polichromią malarz Stanisław Stroiński (1719–1802). Po obu stronach ołtarza znajdowały się drewnie 3-metrowe przedstawiające: św. Mikołaja, św. Annę nauczającej Matkę Bożą, św. Joachima i św. Stanisława bpa, prawdopodobnie autorstwa lwowskich rzeźbiarzy Jana Obrockiego (1740–1800) i Franciszka Olędzkiego (1745–1792). W świątyni było prawdopodobnie jeszcze 5 innych rzeźb drewnianych. Na fasadzie świątyni znajdowały się dwie tablice upamiętniające 200. rocznicę Odsieczy Wiedeńskiej oraz 80. rocznicę powstania listopadowego, wmurowaną ku czci gen. Józefa Dwernickiego, którego to uroczystości pogrzebowe odbywały się właśnie w tym kościele. Gen. Dwernicki spoczywa na miejscowym cmentarzu. Poza tym na wewnętrznych ścianach kościoła umieszczone były tablice poświęcone miejscowym darczyńcom. W kryptach kościoła złożonych było kilkanaście sarkofagów ze zwłokami właścicieli majątku oraz członków ich rodzin, a także fundatorów: Mniszchów, Chołoniewskich, Zamoyskich, Młodeckich, które znajdowały się tam jeszcze do II wojny światowej. W ołtarzu głównym znajdował się cudowny obraz Matki Boskiej Łopatyńskiej z 1756, oraz kilka innych rozmieszczonych w różnych miejscach.
Obok kościoła stała dzwonnica murowana z cegły, która posiadała 3 dzwony pochodzące z XIX i I poł. XX wieku.
Remonty kościoła przeprowadzano w 1879 (co poświadcza pochodzący z zawalonej w 1979 roku wieży dokument znaleziony przez miejscowego Ukraińca i sprzedany Polakowi Janowi Tomaszewskiemu w 1996) oraz w 1922 po zniszczeniach spowodowanych najazdem konnicy Budionnego na Łopatyn w 1920 i zbombardowaniem świątyni 38 pociskami, z których siedem tkwi w ścianach kościoła do dziś. W 1933 kościół wraz z dzwonnicą, drzewostanem i otaczającym je ogrodzeniem został uznany przez Urząd Wojewódzki w Tarnopolu za obiekt zabytkowy. W 1938 rozpoczęto odnawianie fresków Stanisława Stroińskiego, ale prace przerwał najazd Niemców na Polskę we wrześniu 1939.
W 1940 r. milicja sowiecko-ukraińska bezprawnie skonfiskowała z kancelarii parafialnej wszystkie księgi metrykalne, które prawdopodobnie zostały zniszczone. Ostatni proboszcz w Łopatynie Franciszek Byra zdołał jednak ocalić częściowy odpis z XIX wieku zebranych ksiąg metrykalnych, który do dziś służy przy wypisywaniu świadectw chrztu i ślubu. W trakcie wysiedlania Polaków z rodzinnych ziem ksiądz Franciszek Byra ocalił Cudowny Obraz Matki Bożej Łopatyńskiej, a także niektóre wota, ornaty, kapy, kielichy, puszki na komunikanty i XVIII-wieczną monstrancję, które wywiózł na zachód. W 1946 trafiły one na Opolszczyznę do Wójcic, gdzie wysiedlono wielu Polaków z Łopatyna. Ks. Franciszek Byraz grupą zaufanych parafian przed wysiedleniem zakopał w ziemi nieopodal zakrystii także dwa dzwony (z 1857 i 1923) i ukrył przedmioty kościelne, w tym naczynia liturgiczne. W okresie Ukraińskiej SRR zostały one jednak odnalezione przez miejscowych i rozgrabione. Cudem ocalały za to dwa ukryte dzwony. Miejsce ich ukrycia wskazała w 1992 roku jedna ze starszych mieszkanek Łopatyna. Dzwony zostały w tym samym roku wydobyte, w latach późniejszych oczyszczone, a po wybudowaniu nowej dzwonnicy w 2011 roku na nowo zawieszone. 5 sierpnia 2012 r. dzwonnica została uroczyście poświęcona przez metropolitę lwowskiego arcybiskupa Mieczysława Mokrzyckiego. Na dzwonnicy, tak jak przed laty, wiszą 3 dzwony, dwa zachowane łopatyńskie i jeden podarowany przez polski kościół z Krzemieńca pochodzący z 1904 roku.
Polska świątynia po zakończeniu II wojny światowej i wysiedleniu Polaków została zamieniona na magazyn materiałów budowlanych w 1946. Dzieła zniszczenia dokonała miejscowa ludność m.in. prawie wszystkie monumentalne rzeźby z ołtarza głównego pocięto piłą i spalono, całe wewnętrzne wyposażenie zostało zdewastowane. Zniszczono barokową ambonę i organy, a także tablice pamiątkowe. Szczątki pochowanych w krypcie pod kościołem sprofanowano i rozrzucono wokół świątyni. Po 1945 komunistyczne władze zniszczyły także zarówno bezcenną XV-wieczną figurę Maryi stojącą obok kościoła, jak i przykościelną plebanię. Zrujnowany kościół został oddany wiernym na początku lat 90. W ołtarzu głównym kościoła znajduje się kopia obrazu Matki Boskiej Łopatyńskiej – dar dawnych polskich mieszkańców Łopatyna. Z dawnego wspaniałego wyposażenia kościoła ocalały do dzisiejszych czasów zaledwie dwa rzeźbione w drewnie klęczące anioły i drewniany krucyfiks.
Dawni polscy mieszkańcy Łopatyna powołali w 2005 r. Stowarzyszenie Odnowienia Kościoła w Łopatynie z siedzibą w Wójcicach (nieformalnie istniało ono od 1990 roku). Dzięki własnemu wkładowi pieniężnemu, przy współpracy Państwowej Wyższej Szkoły Zawodowej w Nysie i pomocy Senatu Rzeczypospolitej Polskiej rozpoczęło prace remontowe: wyremontowano dach i elewację. Od 2006 roku prace kontynuowane są ze środków własnych i przy znacznym wsparciu Ministerstwa Kultury, które w 2007 r. przeznaczyło sumę 140 tys. zł na prace związane z konserwacją i zrekonstruowaniem zniszczonych zabytkowych polichromii Stanisława Stroińskiego przedstawiających głównie sceny z życia Matki Boskiej. Znaczną pomoc okazał również powiat nyski, na terenie którego leżą Wójcice. Aktualnie ukończono kolejną fazę prac konserwatorskich przy sklepieniu prezbiterium.
Jan Karol Ostrowski uważał, że nie jest możliwie by autor rzeźb w Beresteczku i Łopatynie był jednocześnie twórcą licznych dzieł, które można zgrupować wokół figur z ołtarza głównego w kościele w Buczaczu.